# Sven Malm
Sven August Malm (Estocolm, 25 de febrer de 1894 - Estocolm, 26 de novembre de 1974) fou un atleta suec, especialista en curses de velocitat, que va competir a començaments del segle xx.
El 1920 va prendre part en els Jocs Olímpics d'Anvers, on disputà quatre proves del programa d'atletisme. En la cursa del 4x100 metres relleus, formant equip amb Agne Holmström, William Petersson i Nils Sandström, guanyà la medalla de bronze, mentre en els 4x400 metres relleus fou cinquè. En els 100 i 200 metres quedà eliminat en sèries.
Malm guanyà el campionat suec dels 400 metres tanques. Entre 1916 i 1923 guanyà quatre campionats suecs del 4x100 metres relleus.

## Millors marques
- 100 metres. 10.8" (1920)
- 200 metres. 22.0" (1920)
- 400 metres. 49.8" (1920)
- 400 metres tanques. 57.4" (1917)[3]